# Radostice u Trocnova
Radostice u Trocnova – przystanek kolejowy w miejscowości Radostice, w kraju południowoczeskim, w Czechach. Położony jest na linii Czeskie Budziejowice - Gmünd. Znajduje się na wysokości 500 m n.p.m.
Na przystanku nie ma możliwości zakupu biletów, a obsługa podróżnych odbywa się w pociągu.

## Linie kolejowe
- 199 České Budějovice - Gmünd

## Galeria

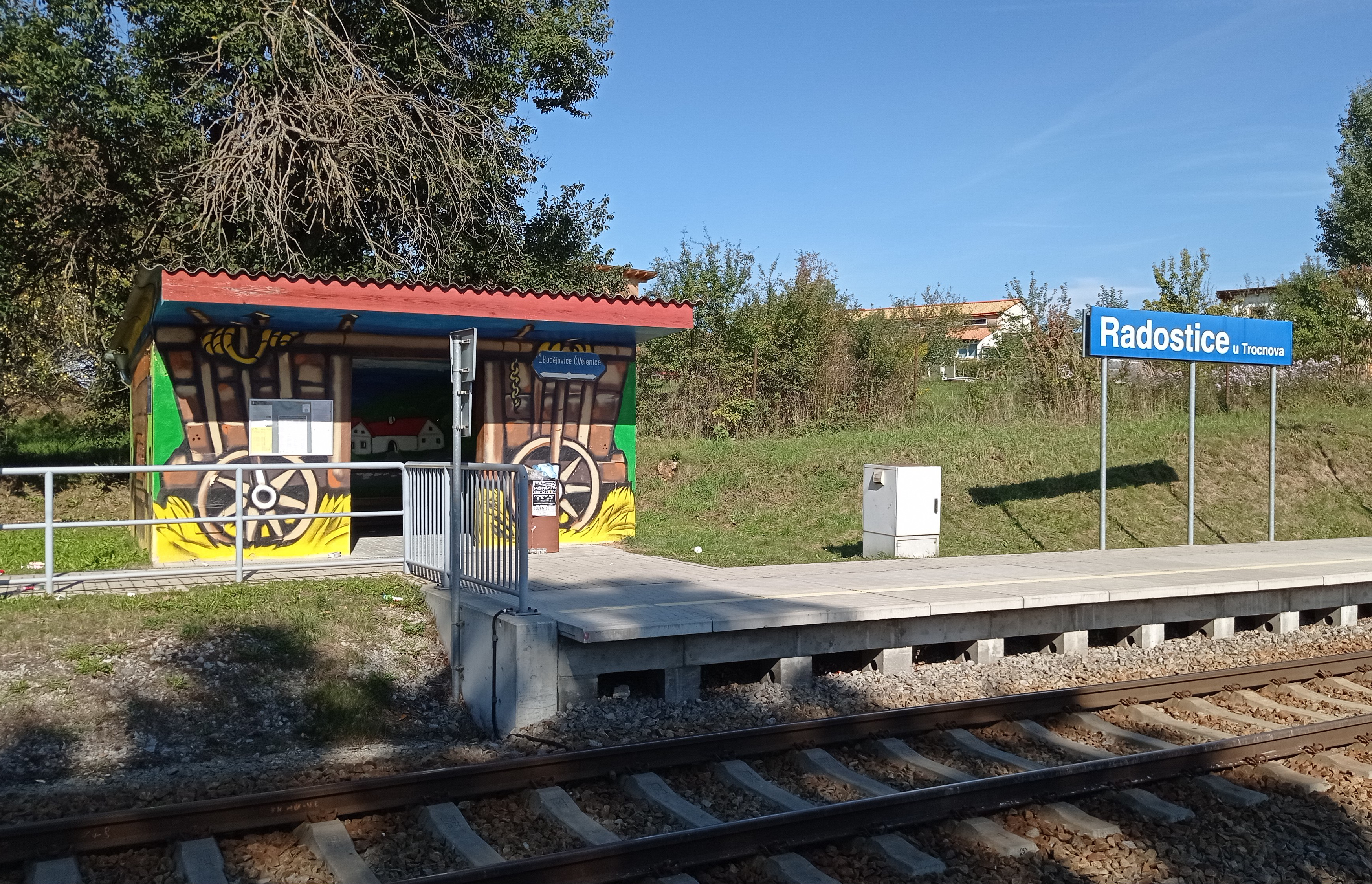
Peron i wiata przystankowa z graffiti
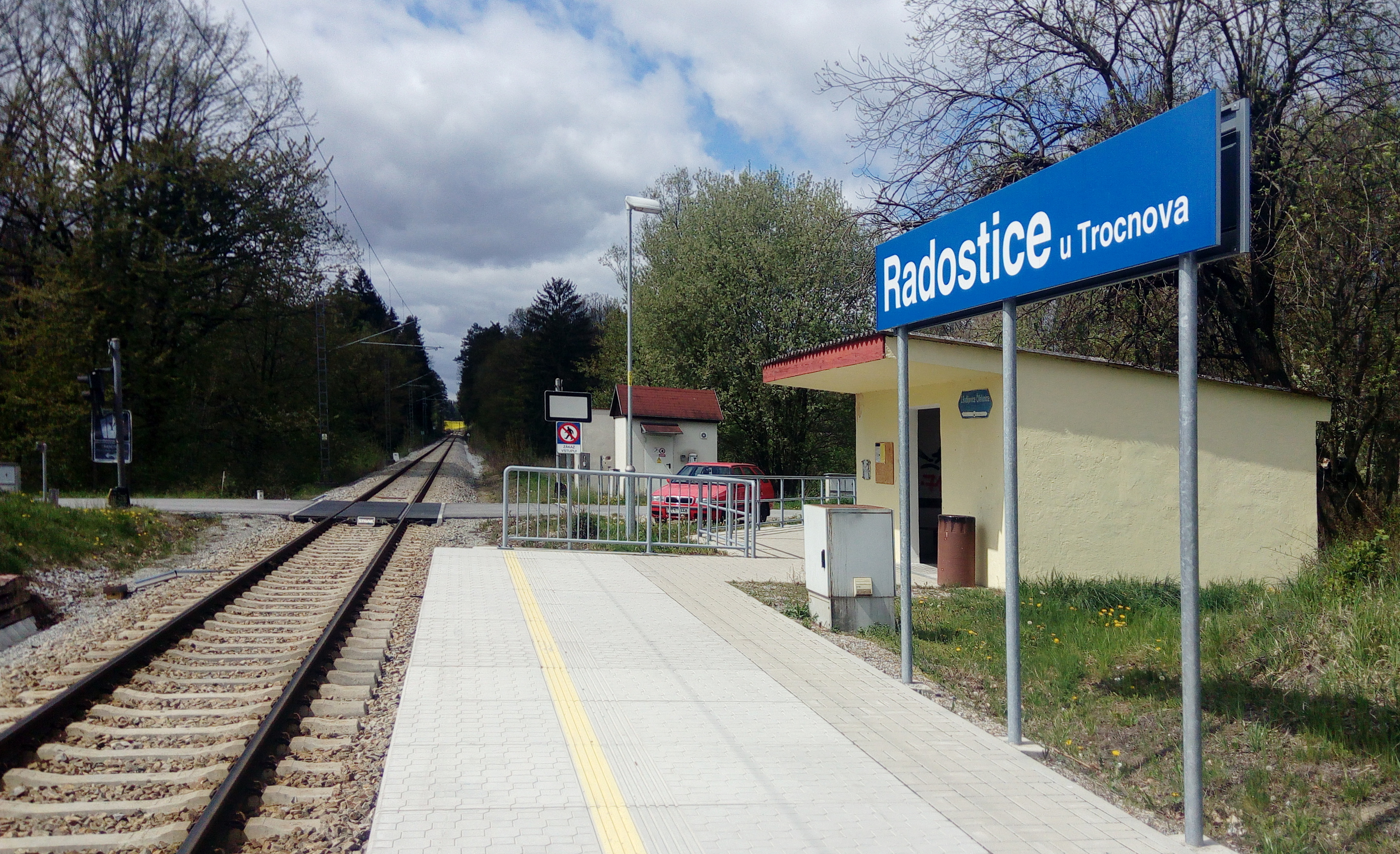
Peron i tor kolejowy